# Cyphomyia ferruginea
Cyphomyia ferruginea är en tvåvingeart som beskrevs av Günther Enderlein 1914. Cyphomyia ferruginea ingår i släktet Cyphomyia och familjen vapenflugor.
Artens utbredningsområde är Ecuador. Inga underarter finns listade i Catalogue of Life.